# العلاقات البنينية الكورية الشمالية
العلاقات البنينية الكورية الشمالية هي العلاقات الثنائية التي تجمع بين بنين وكوريا الشمالية.

## مقارنة بين البلدين
هذه مقارنة عامة ومرجعية للدولتين:
| وجه المقارنة                                              | بنين            | كوريا الشمالية                        |
| --------------------------------------------------------- | --------------- | ------------------------------------- |
| المساحة (كم2)                                             | 114.76 ألف      | 120.54 ألف                            |
| عدد السكان (نسمة)                                         | 11.18 مليون     | 25.49 مليون                           |
| الكثافة السكانية (ن./كم²)                                 | 97.42           | 211.47                                |
| العاصمة                                                   | بورتو نوفو      | بيونغيانغ                             |
| اللغة الرسمية                                             | لغة فرنسية      | لغة كوريا الشمالية القياسية ‏          |
| العملة                                                    | فرنك غرب أفريقي | وون كوري شمالي                        |
| الناتج المحلي الإجمالي (بليون دولار)                      | 9.27 مليار      |                                       |
| الناتج المحلي الإجمالي (تعادل القوة الشرائية) بليون دولار | 22.38 مليار     |                                       |
| الناتج المحلي الإجمالي الاسمي للفرد دولار أمريكي          | 762             |                                       |
| الناتج المحلي الإجمالي للفرد دولار أمريكي                 | 2.03 ألف        |                                       |
| مؤشر التنمية البشرية                                      | 0.480           |                                       |
| رمز المكالمات الدولي                                      | +229            | +850                                  |
| رمز الإنترنت                                              | .bj             | .kp                                   |
| المنطقة الزمنية                                           | ت ع م+01:00     | ت ع م+08:30، ت ع م+08:30، ت ع م+09:00 |

## منظمات دولية مشتركة
يشترك البلدان في عضوية مجموعة من المنظمات الدولية، منها:
| علم المنظمة | اسم المنظمة              | تاريخ انضمام بنين | تاريخ انضمام كوريا الشمالية |
| ----------- | ------------------------ | ----------------- | --------------------------- |
|             | يونسكو                   | 18 أكتوبر 1960    | 18 أكتوبر 1974              |
|             | الاتحاد البريدي العالمي  | ?                 | ?                           |
|             | الأمم المتحدة            | 20 سبتمبر 1960    | 17 سبتمبر 1991              |
|             | الاتحاد الدولي للاتصالات | 1961              | ?                           |

## وصلات خارجية
- موقع وزارة الخارجية الكورية الشمالية